# 粗毛鳞盖蕨
粗毛鳞盖蕨（学名：Microlepia strigosa）为姬蕨科鳞盖蕨属下的一个种，可見於熱帶地區。

## 扩展阅读
維基物種上的相關：粗毛鳞盖蕨